# Ventasso
Ventasso ist eine norditalienische Gemeinde (comune) in der Provinz Reggio Emilia in der Region Emilia-Romagna. Sie wurde am 1. Januar 2016 aus den Gemeinden Busana, Collagna, Ligonchio und Ramiseto gebildet. Sie zählt 3898 Einwohner (Stand: 31. Dezember 2023).

## Geographie
Der Gemeindesitz in Busana liegt etwa 42 Kilometer südsüdwestlich von Reggio nell’Emilia im Nationalpark Toskanisch-Emilianischer Apennin. Im Gemeindegebiet entspringt der Secchia. Durch das Gebiet der Gemeinde führt die Strada Statale 63 del Valico del Cerreto von Aulla nach Gualtieri. Die Gemeinde grenzt an die Provinzen Massa-Carrara, Parma und Lucca. Das Gemeindegebiet umfasst eine Fläche von 258,18 km². Die Gemeinde liegt auf einer Höhe von 810 Metern über dem Meer.

## Geschichte
1920 kam es durch ein Erdbeben zu einer Zerstörung von zahlreichen Gebäuden im heutigen Gemeindegebiet.

## Persönlichkeiten
- Iva Zanicchi (* 1940 in Ligonchio), Sängerin, Fernsehmoderatorin, Autorin und Schauspielerin
- Giovanni Lindo Ferretti (* 1953 in Cerreto Alpi bei Collagna), Sänger und Schriftsteller